# Thomas Huber (arrampicatore)
Thomas Huber (Palling, 18 novembre 1966) è un arrampicatore, alpinista e guida alpina tedesco.
Fratello di Alexander Huber è famoso per le scalate estreme realizzate in tutto il mondo, dalle Alpi al Karakorum, da El Capitan all'Antartide, la maggior parte delle quali effettuate insieme ad Alexander.

## Biografia
Ha iniziato ad andare in montagna a dodici anni insieme al fratello Alexander, accompagnati dal padre appassionato alpinista. Durante la prima vacanza sui Monti del Kaiser Thomas ed Alexander si scoprono compagni perfetti di arrampicata. Nel 1992, a 26 anni, Thomas diventa guida alpina.
Nel 1994 sale per primo in libera la via The End of Silence, che con difficoltà fino all'8b+ fa parte della Trilogia delle Alpi, tre vie d'arrampicata tra le più difficili delle Alpi. La via era stata aperta nel 1990 insieme ad Alexander ma non ancora liberata.
Un luogo importante per i fratelli Huber è stata la parete di El Capitan dove i due hanno aperto tre nuove vie, Free Rider (1998), El Nino (1998) e Golden Gate (2000) e realizzato la prima salita in libera di Salathé Wall (1995) e Zodiac (2003). Sempre su questa parete hanno stabilito dei record di velocità su 
Zodiac in 1h:51m:34s nel 2004 e su The Nose in 2h:45m:45s nel 2007.
Nel maggio 2000 ha aperto una nuova via sullo spigolo nord dello Shivling insieme allo svizzero Iwan Wolf. La via rappresenta il logico proseguimento della Kammerlander-Hainz aperta dagli altoatesini Hans Kammerlander e Christoph Hainz. Alexander aveva partecipato alle fasi di preparazione della via ma aveva poi dovuto rinunciare per una tonsillite. La salita ha valso a Thomas Huber e Iwan Wolf il premio Piolet d'Or 2001.
Il 15 agosto 2008 Thomas ha realizzato uno spettacolare concatenamento di tutte le Tre Cime di Lavaredo utilizzando il base jumping e salendo per vie impegnative (tutte vie aperte da Christoph Hainz):
- Alpenliebe sulla Cima Ovest con Peter Anzenberger, 600 m/7c (discesa in base jumping)
- Das Phantom der Zinne sulla Cima Grande col fratello Alexander, 550 m/7c+ (discesa in base jumping)
- Ötzi trifft Yeti sulla Cima Piccola con Martin Kopfsguter, 350 m/7a

Tra l'11 e il 14 agosto 2009 insieme ad Alexander sono riusciti in un'impresa che era stata tentata da molti scalatori, la prima salita in libera della via Eternal Flame sulla Nameless Tower, Torri di Trango, via storica di Wolfgang Güllich, Kurt Albert, Christof Stiegler e Milan Sykora del 1989.
Sposato e con due figli, vive a Berchtesgaden.

## Principali salite
- The End of Silence - Feuerhorn (GER) - 1990 – 350 m/8b+ Prima salita (non in libera) col fratello Alexander
- The End of Silence - Feuerhorn (GER) - 1994 - Prima salita in libera
- Salathé Wall - El Capitan (USA) - 1995 - 8a/5.13b Prima salita in libera col fratello Alexander
- Tsering Monsong - Latok II (Pakistan) - giugno 1997 - Prima salita col fratello Alexander, Conrad Anker e Tony Gutsch[10]
- El Nino - El Capitan (USA) - settembre 1998 - 8a/5.13b Prima salita col fratello Alexander
- Free Rider - El Capitan (USA) - ottobre 1998 - 7c/5.12d Prima salita col fratello Alexander
- Golden Gate - El Capitan (USA) - 2000 - 7c+/5.13a Prima salita col fratello Alexander[11]
- Shiva's line - Shivling - 29-31 maggio 2000 - Prima salita con Iwan Wolf[6]
- Ogre III (Baintha Brakk) - Karakoram - 2001 - Prima salita con Iwan Wolf e Urs Stöcker[12]
- Ogre (Baintha Brakk) - Karakoram - 2001 - Seconda salita con Iwan Wolf e Urs Stöcker. La cima era stata salita solo da Chris Bonington e Doug Scott nel 1977.[13]
- Zodiac - El Capitan (USA) - 2003 - 8b/5.13d Prima salita in libera col fratello Alexander[14]
- Zodiac - El Capitan(USA) - 17 giugno 2004 - Salita col fratello Alexander in 1:51:34[4]
- Concatenamento - Cerro Standhardt, Punta Herron, Torre Egger - 2005[15]
- The Nose - El Capitan (USA) - 9 ottobre 2007 - Salita col fratello Alexander in 2:45:45[5]
- Alpenliebe, Das Phantom der Zinne, Ötzi trifft Yeti - Tre Cime di Lavaredo - 15 agosto 2008[8]
- El Bastardo - Silla (Patagonia) - 2008 - Prima salita col fratello Alexander, Stefan Siegrist e Mario Walder[16]
- Eiszeit - Holtanna (Antartide) - dicembre 2008 - Prima salita col fratello Alexander, Stephan Siegrist e Max Riechl[17]
- Skywalk - Holtanna (Antartide) - dicembre 2008 - Prima salita col fratello Alexander, Stephan Siegrist e Max Riechl
- Sound of Silence - Ulvetanna (Antartide) - dicembre 2008 - Prima salita col fratello Alexander, Stephan Siegrist e Max Riechl
- Eternal Flame - Torri di Trango/Nameless Tower (PAK) - 11-14 agosto 2009 – 650 m/7c+ Prima salita in libera (in quattro giorni) col fratello Alexander della via di Kurt Albert, Wolfgang Güllich, Christof Stiegler e Milan Sykora del 1989[9]

## Riconoscimenti
- Piolet d'Or 2001 insieme a Iwan Wolf per la nuova via Shiva's line sullo Shivling[7]